# 伟大宫殿
43°19′5.37″N 11°19′47.20″E / 43.3181583°N 11.3297778°E

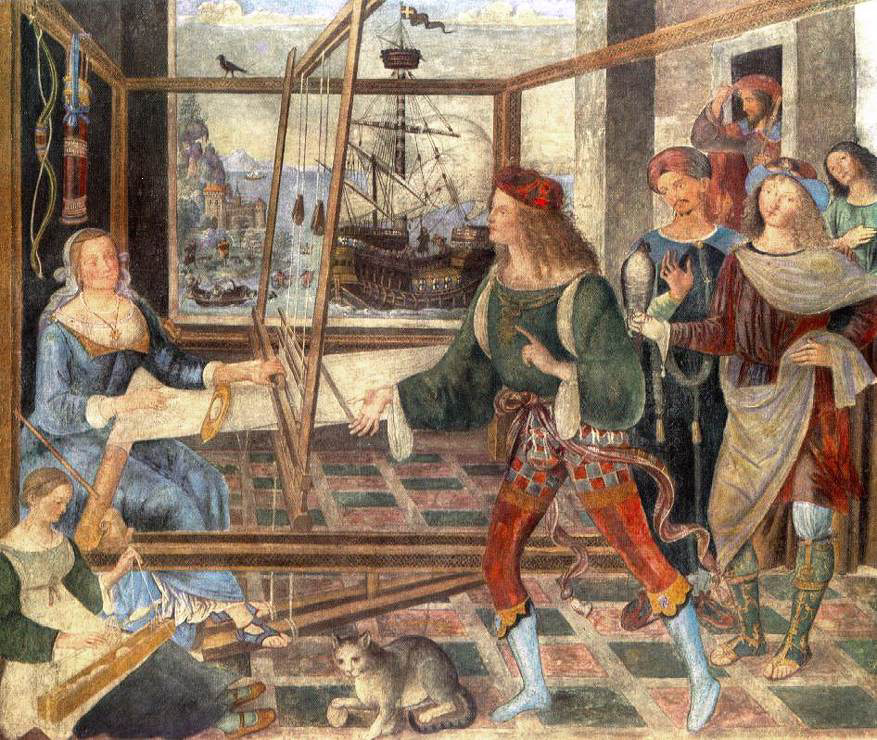
尤利西斯归来

贵族宫沙龙的天花板，大都会博物馆

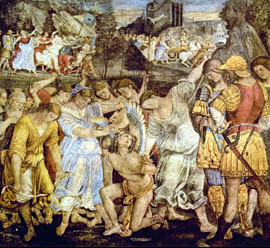
爱的失败和贞节的胜利

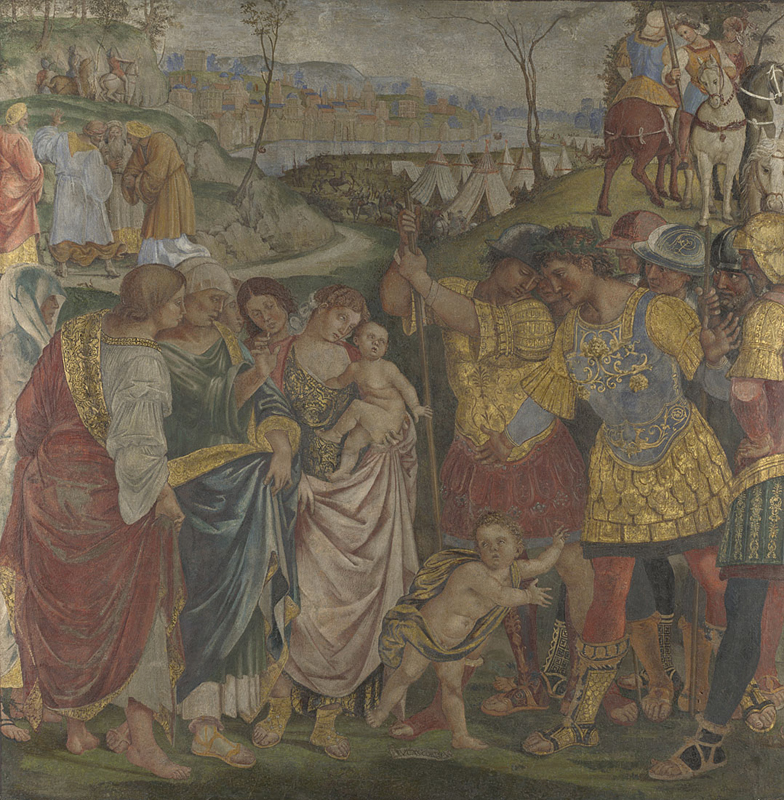
Riconciliazione di Coriolano

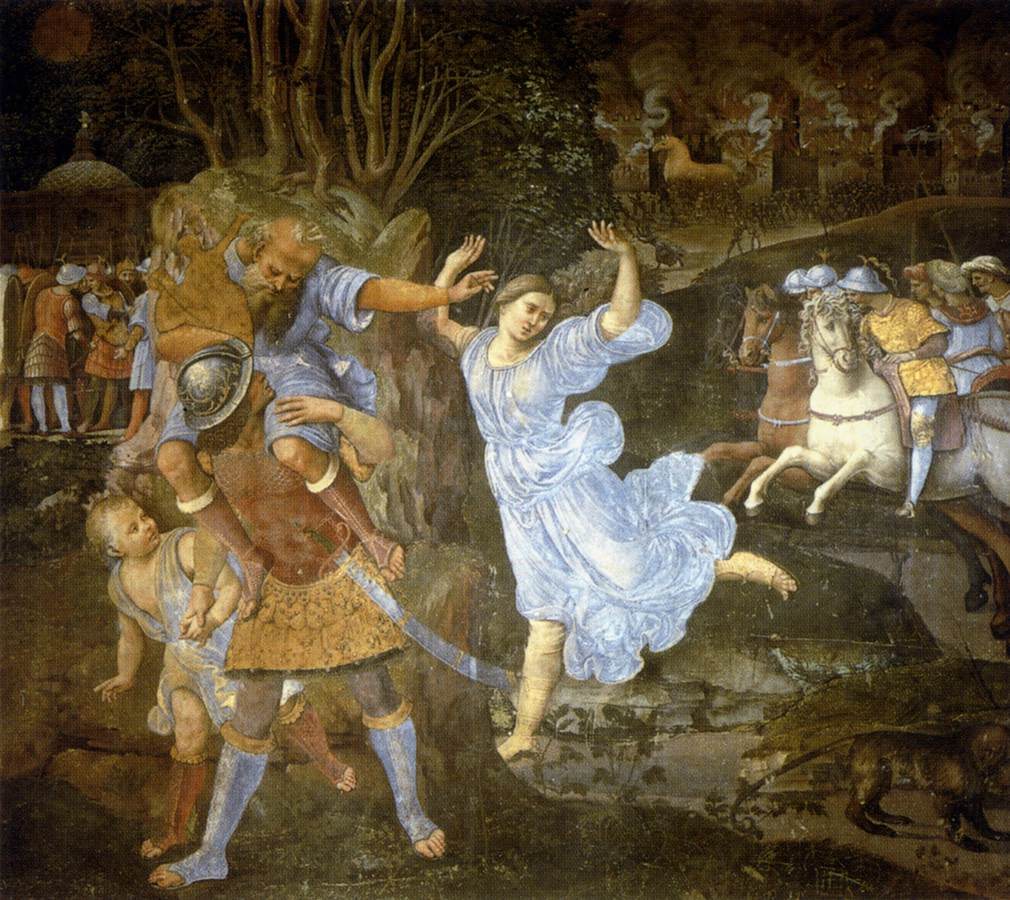
从特洛伊逃亡

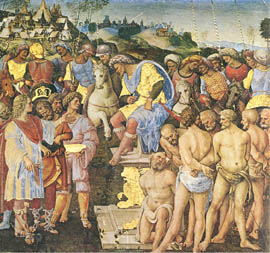
囚犯赎金

伟大宫殿（Palazzo del Magnifico），是意大利中部城市锡耶纳的一座历史建筑，潘多尔福·彼得鲁奇（Pandolfo Petrucci）的府邸，位于圣若望广场与佩莱格里尼街（via dei Pellegrini）转角。

## 历史
潘多尔福·彼得鲁奇是锡耶纳富有的贵族，1487年至1512年间事实上的领主。在锡耶纳共和国的权力角逐中，他战胜了许多对手，甚至使用了暴力，被指责为暴虐。正如佛罗伦萨的洛伦佐·德·美第奇一样，他也获得了“伟大的”（Magnifico）称号。
他的宫殿始建于1508年

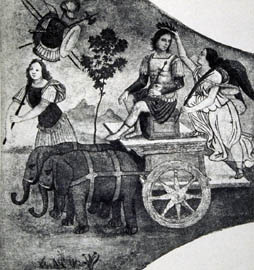
Trionfo di condottiero
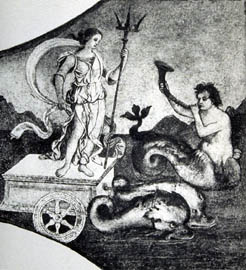
Trionfo di Anfitrite
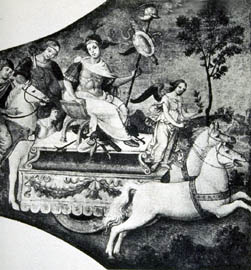
Trionfo di Cibele